# SKK Peterburgski
Der Sport- und Konzert-Komplex Peterburgski (russisch Спортивно-Концертный Комплекс Петербургский; kurz SKK Peterburgski) war eine Mehrzweckhalle in der russischen Stadt Sankt Petersburg. Bis zum Zerfall der Sowjetunion hieß die Halle W. I. Lenin Sport-Konzert Komplex und war somit nach Lenin benannt.

## Geschichte
Der Komplex war eine der größten Multifunktionsarenen Europas. Die Bauphase der Halle wurde 1979 beendet, die Eröffnung erfolgte am 19. Mai 1980. Die Halle hatte einen Durchmesser von 193 Metern, war 40 Meter hoch und bot bei Veranstaltungen 25.000 Besuchern Platz, womit sie die größte dauerhaft überdachte Halle Europas war.
Das Gebäude war einzigartig, nicht nur wegen seiner Größe, sondern auch wegen der vielen Ereignisse, die innerhalb des Komplexes gehalten wurden. Die Halle wurde oft benutzt, um sportliche Hauptereignisse, wie nationale und internationale Wettbewerbe im Fußball, Eiskunstlaufen, Volleyball, Basketball usw., auszurichten. Des Weiteren wurden Konzerte, internationale Ausstellungen und Modeschauen abgehalten. Der Hauptsaal des Komplexes hatte eine Fläche von 10.000 Quadratmetern, die Vorhalle von 3.500. Ein Konferenzsaal, Pressezentrum, Nachrichtenzentrum, Bars und Cafés erlaubten auch eine Organisation von international bedeutsamen Veranstaltungen. Der SKK Petersburgski war von 1995 bis 2015 Austragungsort der St. Petersburg Open, ein Herren-Tennisturnier der ATP Tour.

## Übereilter Abbau und Einsturz ab 2019
Ab Oktober 2019 wurde mit dem Abbruch des nach Meinung der Eigentümer im baufälligen Zustand befindlichen Gebäudes begonnen. Architekten hatten erfolglos gegen den Abbruch dieser Ikone sowjetischen Neokonstruktivismus protestiert, die andernorts als „Teil des Welterbes der Moderne“ bezeichnet wurde. Der Rückbau sei ohne genehmigtes Projekt erfolgt und der Abbruch hätte begonnen, als die Aufnahme in eine Liste geschützten Kulturgutes in Erwägung gezogen worden war. Nach Schneidbrennerarbeiten zur Demontage der Membran des Daches stürzten am 31. Januar 2020 achtzig Prozent des Gebäudes in sich zusammen. Ein Schweißer, der Sicherheitsvorschriften zu seinem eigenen Schutz gravierend verletzt hatte, kam ums Leben.
An gleicher Stelle wurde von 2020 bis 2023 die SKA Arena, das nach Zuschauerplätzen größte Eishockeystadion der Welt, errichtet.

## Galerie

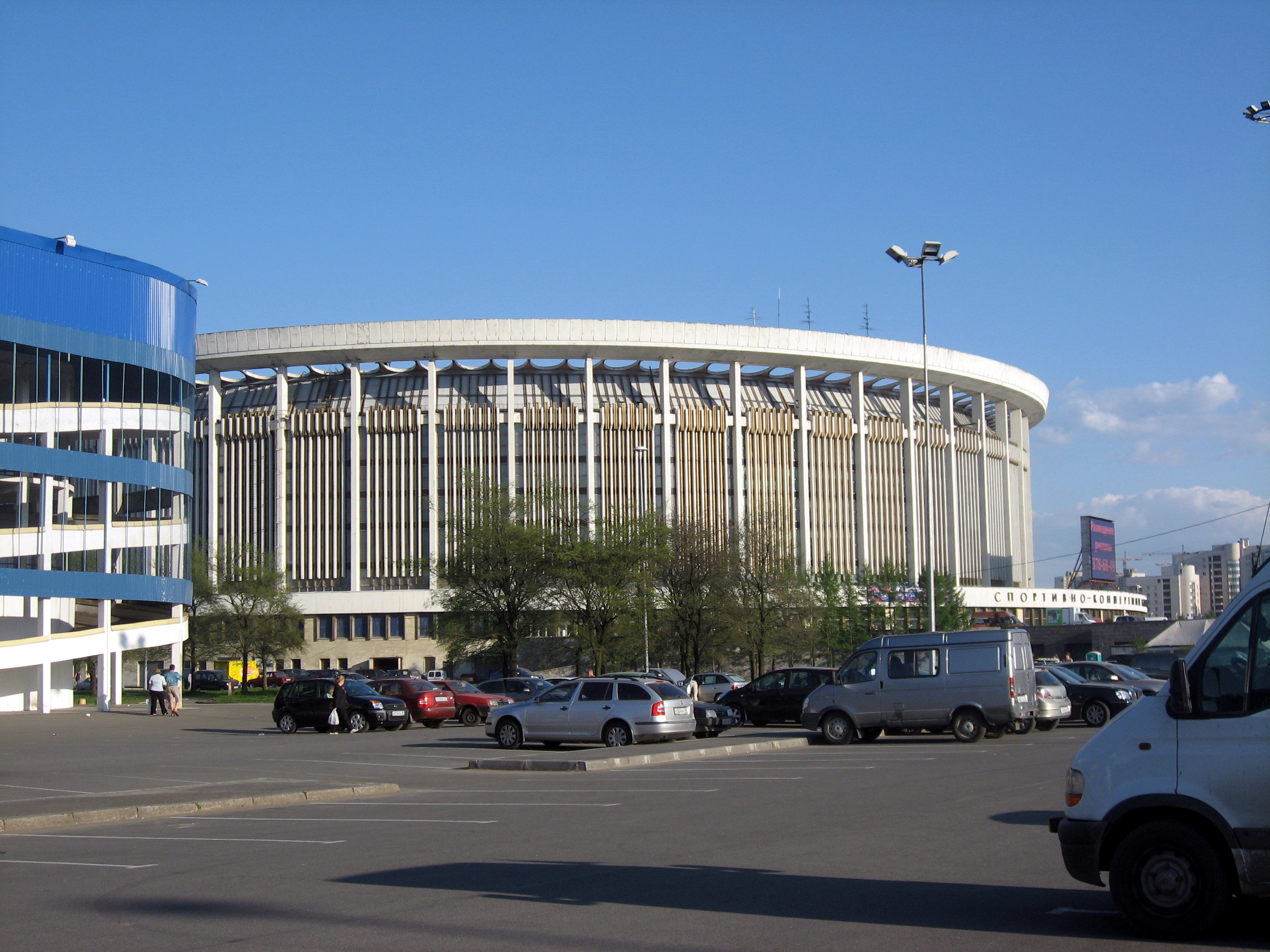
SKK Peterburgski
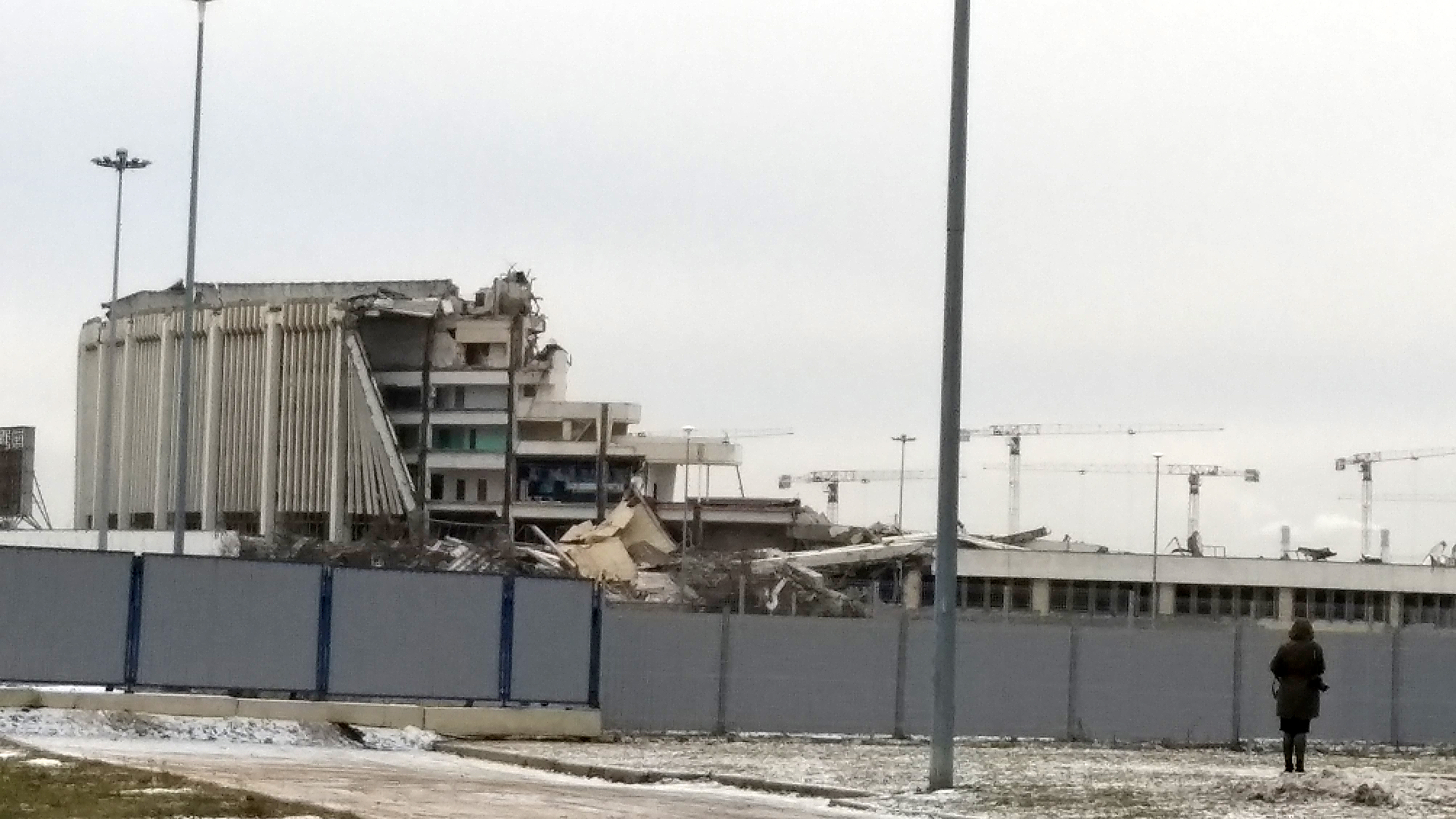
Die Halle am Tag nach dem Einsturz